# Chiesa di Santa Maria in San Benedetto
La chiesa di Santa Maria in San Benedetto, detta anche duomo dei Santi Benedetto e Gaetano, è la parrocchiale di Malo, in provincia e diocesi di Vicenza; fa parte del vicariato di Castelnovo-Malo.

## Storia
Già nel XVI secolo la chiesa di San Benedetto, situata nel borgo di Malo, svolgeva le funzioni di parrocchiale al posto dell'antica pieve di Santa Maria Assunta sul colle.
All'inizio del XIX secolo questo edificio versava in pessime condizioni e, così, si decise di demolirlo per far posto alla nuova parrocchiale; nel 1839 l'architetto feltrino Luigi De Boni, che era stato incaricato di realizzare i disegni, presentò due progetti, dei quali uno fu poi utilizzato per la chiesa maladense, mentre l'altro venne messo in pratica per la coeva pieve di Montecchia di Crosara.
L'anno successivo fu posta la prima pietra del costruendo duomo; i lavori vennero portati a termine nel 1855, mentre la consacrazione fu impartita il 27 ottobre 1878 dal vescovo di Vicenza Giovanni Antonio Farina.
Il rivestimento della facciata venne realizzato più tardi, tra il 1884 e il 1888; nel 2003 fu posato il nuovo pavimento della chiesa.

## Descrizione

### Esterno
La facciata a capanna della chiesa, scandita da quattro semicolonne corinzie sorreggenti il fregio e il frontone, sopra il quale sono collocate tre statue ritraenti Fede, Speranza e Carità, scolpite nel 1886 da Pietro Belcaro, presenta al centro il portale d'ingresso, sormontato dal timpano e dall'iscrizione dedicatoria, e ai lati due nicchie, ospitanti le statue dei Santi Gaetano Thiene e Benedetto Abate, e due altorilievi che rappresentano San Benedetto e due religiosi in atto di benedire il lavoro e San Gaetano predica ai poveri sulla Provvidenza.
A pochi metri si trova il campanile, che ospita un interessante concerto di 5 campane in Do3 (Do3, Re3, Mi3, Fa3, Sol3) elettrificate alla veronese. Le 2 maggiori sono opera dei Cavadini di Verona anno 1919, la terza risale al 1984 ed è opera dei Colbachini di Padova e le 2 minori sono state aggiunte dalla ditta De Poli di Vittorio Veneto (TV) nel 2013.

### Interno
L'interno dell'edificio si compone di un'unica navata, sulla quale si affacciano gli sfondamenti con gli altari laterali e le cui pareti sono scandite da semicolonne sorreggenti la cornice sopra la quale s'imposta la volta; al termine dell'aula si sviluppa il presbiterio, chiuso a sua volta dall'abside.
Qui sono conservate diverse opere di pregio, tra le quali l'organo, costruito nel 1879 dallo sclendese Giambattista De Lorenzi, tra le quali una tela eseguita da Michelangelo Grigoletti, la pala di Santa Caterina, il pulpito, costruito da Giovanni Gasparoni nel 1854, e l'altare della Madonna Immacolata, impreziosito da una tela del 1855.